# 宍戸元源
宍戸 元源（ししど もとよし）は、戦国時代の武将。安芸国の国人である宍戸氏の当主。安芸国高田郡甲立の五龍城を居城とした。豪放な性格で、猛将として広く知られていたという。

## 生涯
安芸国の国人・宍戸氏の当主である宍戸元家（安芸守）の嫡男として生まれ、永正元年（文亀4年、1504年）に父・元家が隠居し、家督を継ぐ。
弟の家俊は司箭院興仙と名乗って管領細川政元の近臣となり、その子孫も細川氏京兆家に仕えたため、元源は中央と独自の人脈を持っていた。
大内義興の上洛には、他の安芸の国人たちと共に参加し、永正8年（1511年）の船岡山合戦にも参戦した。帰国後は、近隣の国人毛利氏と度々抗争を繰り広げており、安芸国人衆が毛利興元を中心に国人一揆を結んだときも元源はこれに参加せず、独立性を保った。
その後、毛利元就が高橋氏の旧領の一部を割譲するなどして元源に接近し、天文3年（1534年）に嫡孫・隆家の妻に元就の娘（五龍局）を迎え、毛利氏と和睦した。
元源と細川氏とのつながりは毛利氏としても無視できないものがあり、毛利興元と細川澄元が関係を結んだ際も、毛利元就が細川晴元と関係を結んだ時もいずれも元源が間に入っている。
嫡男・元家は永正15年（1518年）6月18日に元源より先に陣没していたため家督を巡って争いが起き、讒言により嫡孫の隆家が叔父にあたる隆忠を殺害するという悲劇にも見舞われている。天文7年（1538年）に元源は老齢のため隠居し、家督は隆家が継いだ。天文9年（1540年）から天文10年（1541年）にかけて尼子晴久が毛利元就を攻めた吉田郡山城の戦いの際に、元源は五龍城で留守を守った。
天文11年（1542年）12月22日に五龍城で死去。

## 関連作品
- 『毛利元就』（1997年、NHK大河ドラマ、演：石田太郎）